# Alexandre Aïvas
Alexandre Aïvas, né en 14 juillet 1829 à Alexandrie et mort le 22 février 1909 à Angers, est un architecte français.

## Biographie
Alexandre Aïvas naît le 14 juillet 1829 à Alexandrie (Égypte ottomane),. Il vient en France avec le retour d'Antoine-Martin Garnaud, devenu son maître. Il intègre l'École des beaux-arts de Paris et se met au service de la Ville de Paris. Se fixant finalement à Angers, il devient à partir de 1860 l'architecte voyer de cette ville. Professeur d'architecture et de perspective à l'École des beaux-arts d'Angers, il en devient pendant un certain temps directeur. Il meurt le 22 février 1909 à Angers,. Ses obsèques sont célébrées le 24 février 1909 en l'église Saint-Joseph d'Angers et il est inhumé au cimetière de l'Est.